# Стельмащук Роман Степанович
Стельмащук Роман Степанович (2 липня 1965, Дрогобич — 19 листопада 2015, Львів) — український музикознавець, композитор, засновник ансамблю A cappella Leopolis та Фестивалю давньої музики у Львові.
Батько Романа Стельмащука — Степан Стельмащук, був композитором. Роман навчався у Львівській державній консерваторії імені Миколи Лисенка, яку закінчив як композитор (у кл. Мирослава Скорика, 1993 р.) та музикознавець (у кл. Даґмари Дувірак, 1992 р.), а також в аспірантурі при Інституті мистецтвознавства, фольклористики та етнології імені Максима Рильського Національної академії наук України в Києві. У 2003 р. захистив кандидатську дисертацію на тему «Модерністичні тенденції у творчості українських композиторів Львова 20-х — 30-х рр. ХХ ст.: естетичні та стильові ознаки в контексті епохи» (науковий керівник — Богдана Фільц).
З 1997 р. викладав у Львівській національній музичній академії на кафедрі історії музики. У 2002 р. заснував ансамбль «A cappella Leopolis». У 2003 р. засновує Фестиваль давньої музики у Львові (до того також брав участь в організації мистецьких подій у Львові, зокрема фестивалю Контрасти).
Разом з ансамблем A cappella Leopolis Роман Стельмащук здійснював виконання та запис давньої української музики, зокрема анонімних партесних концертів, церковної музики грекокатолицької церкви XVII ст. (Микола Дилецький, Фома Шеверовський, Арсеній Цибульський, анонімні композитори). Роман Стельмащук також є автором оркестровок та аранжувань ряду творів українських композиторів: опери «На русалчин Великдень» Миколи Леонтовича, вокальних творів Василя Барвінського і Станіслава Людкевича.
У музикознавчому доробку Романа Стельмащука статті, присвячені як давній українській музиці (зокрема партесним концертам), так і українському музичному модернізму (зокрема таким композиторам, як Стефанія Туркевич і Микола Колесса).